# Shenzhou 16
Shenzhou 16 (chinois simplifié : 神舟十六号 ; pinyin : Shénzhōu shí'liù hào ; litt. « Vaisseau divin 16 ») est la onzième mission spatiale habitée chinoise et la cinquième à destination de la Station spatiale chinoise (SSC). Le lancement de l'équipage de trois personnes avec un lanceur Longue Marche 2F a lieu le 30 mai 2023 depuis la base de lancement de Jiuquan.

## Équipage
- Commandant : Jing Haipeng (4),  Chine
- Opérateur : Zhu Yangzhu (1),  Chine
- Spécialiste de charge utile : Gui Haichao (1),  Chine

Le chiffre entre parenthèses indique le nombre de vols spatiaux effectués par l'astronaute, Shenzhou 16 inclus.

## Déroulement de la mission
Le vaisseau est lancé par une Longue Marche 2F le 30 mai 2023 depuis la base de lancement de Jiuquan. Il s'amarre à la station Tiangong le même jour. Il revient sur Terre le 31 octobre 2023.